# Левчак Роман Богданович
Рома́н Богда́нович Левча́к — заслужений артист України, старший викладач.

## З життєпису
1990 року закінчив Львівську середню спеціальну музичну школу-інтернат ім. С.Крушельницької.
1993 року стає лауреатом Міжнародного конкурсу виконавців на духових інструментах ім. Д. Біди (перша премія).
1996-го закінчив Львівський вищий музичний інститут імені М. Лисенка.
Від 2002 року — артист оркестру Національного академічного українського драматичного театру ім. М.Заньковецької.
З 2019 року — старший викладач кафедри духових та ударних інструментів Львівської національної музичної академії ім. М.Лисенка за сумісництвом.
Його студенти ставали переможцями конкурсу «Обрії класики».

## Нагороди
- Заслужений артист України[2]